# Liste der Naturdenkmale in Forst an der Weinstraße
Die Liste der Naturdenkmale in Forst an der Weinstraße nennt die im Gemeindegebiet von Forst an der Weinstraße ausgewiesenen Naturdenkmale (Stand 4. März 2024).

## Naturdenkmale
| Nr.         | Bezeichnung                          | Lage                                             | Beschreibung                                                                                             | Bild                                    |
| ----------- | ------------------------------------ | ------------------------------------------------ | --- | --------------------------------------- |
| ND-7332-545 | Vogelschutzanlage Im oberen Pfeiffer | westlich des Ortes; Flur Im oberen Pfeiffer Lage | Vogelschutzgehölz; flächenhaftes Naturdenkmal; Teil des Naturschutzgebiets Haardtrand – Am Bechsteinkopf | Direkt Bild zu diesem Denkmal hochladen |
| ND-7332-546 | Vogelschutzanlage Ganswiesen         | östlich des Ortes; Flur Ganswiesen Lage          | Vogelschutzgehölz; flächenhaftes Naturdenkmal                                                            | Fotos hochladen                         |
| ND-7332-547 | Bismarckshöhle                       | westlich des Ortes; Abteilung Am Musenhang Lage  | 1885 geschaffene Felshöhle                                                                               | mehr Fotos \| Fotos hochladen           |